# XIIIe congrès du Front national
Le XIIIe congrès du Front national s'est tenu les 17 et 18 novembre 2007 à Bordeaux. Ce congrès intervient dans un contexte compliqué à la suite de la présidentielle de 2007 où Jean-Marie le Pen n'a obtenu que 10,44 % des voix. 
Ce congrès est marqué par la réélection de Jean-Marie Le Pen à la tête du parti et l'affirmation de Marine le Pen au sein des instances du mouvement. 

## Contexte
Le Front national organise, les 17 et 18 novembre 2007 à Bordeaux, son XIIIe congrès. Un congrès sur fond de crises : crise de confiance en son chef, crise de succession et crise financière.
Cela s’additionne a un reflux électoral : deuxième à l'élection présidentielle de 2002, Jean-Marie Le Pen a rétrogradé à la quatrième place cinq ans plus tard. Aux élections législatives, le FN n'a obtenu qu'une moyenne de 4,29 %, contre 11,11 % en 2002.
Le mauvais score du FN aux élections législatives fait passer de 4,6 à moins de 2 millions d'euros par an la dotation que l'Etat lui versera. Le parti a supprimé 10 de ses 48 postes de permanent. Jean-Marie Le Pen envisage même la vente du Paquebot, le siège situé à Saint-Cloud.
Trois candidats, Marine Le Pen, Bruno Gollnisch et Carl Lang, sont en lice pour la première place au comité central afin d’assurer la succession prochaine à la tête du parti.
Marine le Pen déclare en amont du Congrès sur RMC qu’elle sera « le jour venu, candidate à la présidence du parti ». Carl Lang lui répond dans l’après-midi via Libération que si la « marinisation » intégrale des instances devait se faire au congrès, alors le FN ne serait plus un « compromis nationaliste » et que le « front national devrait alors se faire hors du Front national. » .

## Élections internes et résultats

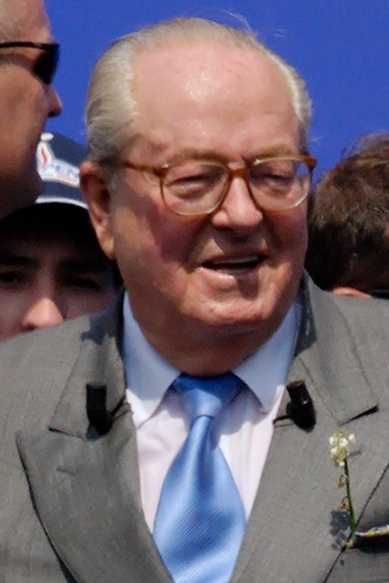
Jean-Marie Le Pen est réélu à la tête du Front national.

Jean-Marie Le Pen, a obtenu à bulletins secrets, la même quasi-unanimité que dans les congrès précédents à main levée : il a été réélu président du FN avec 97,67 % des voix.
| Résultats            | Résultats  | Résultats | Résultats |
| Candidat             | %          |           |           |
| -------------------- | ---------- | --------- | --------- |
| Jean-Marie Le Pen    | 97,67      |           |           |
| Votes blancs et nuls | 2,33       |           |           |
|                      |            |           |           |
| Inscrits             | Non connus |           |           |
| Votants              | Non connus |           |           |
| Exprimés             | Non connus |           |           |
| Blancs               | Non connus |           |           |
| Nuls                 | Non connus |           |           |

Bruno Gollnisch, que les adhérents ont porté largement en tête de tous les candidats au comité central, a obtenu plus de 85% des voix, soit dix points de plus que la vice-présidente. Marine le Pen obtient néanmoins un score qui la place en seconde position alors qu’elle était à 34% lors du congrès de Nice, lorsque ce n’étaient pas les adhérents qui votaient, mais les délégués des fédérations.
10 premiers élus au comité central :
- Bruno Gollnisch
- Marine Le Pen
- Roger Holeindre
- Louis Aliot
- Jean-Claude Martinez
- Martine Lehideux
- Thibaut de La Tocnaye
- Jean-Pierre Reveau
- Huguette Fatna
- Michel de Rostolan

Carl Lang, qui ne s'est pas porté candidat au comité central pour protester contre de Marine Le Pen, a été récupéré par Jean-Marie Le Pen au sein du bureau politique en sa qualité de député européen. De même pour Fernand Le Rachinel, qui lui non plus ne s’était pas présenté au comité central. Le président du FN a aussi remanié le bureau exécutif où Wallerand de Saint-Just remplace Martine Lehideux, aux côtés de Bruno Gollnisch, Marine Le Pen, Louis Aliot, Roger Holleindre et Jean-Claude Martinez. Le poste de délégué général, qu’occupait Bruno Gollnisch, est supprimé. Celui-ci et Marine Le Pen deviennent tous deux vice-présidents exécutifs, le premier chargé des affaires européennes et internationales ainsi que du programme et du «prégouvernement» ; la seconde des affaires intérieures (formation, information, propagande, relations internes), plus stratégiques. Marine Le Pen parle alors de «structures plus resserrées, plus efficaces, plus performantes».
Réduit de 50 à 36 membres, le bureau politique accueille aussi Steeve Briois. Le Secrétariat Général reste au mariniste Louis Aliot.

## Analyses
Le XIIIe congrès est marqué par un phénomène inédit : la grève. En effet de nombreux opposants à Marine le Pen décident de ne plus être candidats au comité central. Carl Lang ayant lui-même renoncé à se présenter aux votes.
Il s’agit également du premier congrès où le scrutin intègre l’ensemble des adhérents du parti. Les adhérents ont pu élire les membres du comité central au suffrage universel direct. Selon l'historien Nicolas Lebourg, le but de ce changement était de désenclaver Marine Le Pen en lui permettant de s’appuyer sur la base contre l’encadrement du parti. C’est un succès pour Marine le Pen, car si Bruno Gollnisch termine à 85,1% des voix, elle en obtient 75,8% et balaye ainsi les résultats des congrès de Strasbourg et de Nice. Elle devient ainsi Vice-Présidente.
Selon Sylvain Crépon, Jean-Marie le Pen se sert de ce congrès pour reprendre le parti en main face aux frondeurs qui s'oppose à Marine le Pen. C'est pourquoi il supprime le poste de délégué général de Bruno Gollnisch pour lui confier en compensation une demi-vice-présidence. Il évince également des instances dirigeantes les derniers opposants historiques : Carl Lang, Martine Lehideux, Christian Baeckeroot, Bernard Antony et Martial Bild.
Sortant d’un triple pontage coronarien et de trois semaines d’hospitalisation, Bruno Gollnisch reconnait ne pas avoir pu faire campagne en interne comme il l’aurait souhaité. Il reconnaitra avoir vu lors de ce congrès « une volonté de promotion de Marine le Pen et de ses soutiens » mais ne pas avoir « pu y faire grand-chose ». Selon Carl Lang, alors proche de Bruno Gollnisch, c’est lors de ce congrès que se situe le véritable tournant pour les « gollnischiens » et que la « partie est finie pour lui ».